# Gura Văii (okręg Vâlcea)
Gura Văii – wieś w Rumunii, w okręgu Vâlcea, w gminie Bujoreni. W 2011 roku liczyła 992 mieszkańców.